# Побоище на Акка Ларентия
Побоище на Акка Ларентия (итал. Strage di Acca Larentia) — террористическая атака итальянских ультралевых на активистов неофашистской партии 7 января 1978 года. Привело к убийству двух человек, третий погиб в столкновении неофашистов с полицией вечером того же дня. Явилось важной вехой политического насилия Свинцовых семидесятых.

## Расстрел активистов и столкновение с полицией
На римской улице Acca Larentia располагалась штаб-квартира неофашистской партии Итальянское социальное движение (ИСД). Вечером 7 января 1978 года в партийном офисе находились пятеро молодых активистов ИСД, готовившиеся к партийному мероприятию (уличному концерту) на площади Рисорджименто. Около половины седьмого вечера они вышли из здания и были обстреляны из автоматического оружия.
19-летний студент Франко Бигонзетти был убит на месте. Винченцо Сегнери, Маурицио Лупини и Джузеппе Д’Аудино заперлись в штаб-квартире. 18-летний студент Франческо Чаватта пытался уйти через запасной выход, но получил огнестрельное ранение в спину, от которого вскоре умер в машине скорой помощи.
Информация о нападении на штаб ИСД быстро распространилось по партийной организации. На месте событий собрались партийные активисты, появились корреспонденты. Прибыл национальный секретарь ИСД Джорджо Альмиранте, крупный парламентский политик.
Поскольку не все журналисты сочувствовали неофашистам, возникли перебранки, перешедшие в потасовки. В драке участвовал лидер неофашистской молодёжной организации Джанфранко Фини, будущий основатель Национального альянса и министр иностранных дел Италии.
Возникшие беспорядки привели к вмешательству полиции. Неофашистские боевики вступили в драку, полицейские произвели несколько выстрелов. В результате смертельное ранение получил 20-летний активист молодёжной организации ИСД, музыкант-гитарист Стефано Рекьони. Он скончался в больнице два дня спустя.
Через несколько месяцев покончил с собой отец Франческо Чаватты.

## Ультралевый след. Безрезультатность расследования
Ответственность за нападение и обстрел взяла на себя ультралевая террористическая группировка Nuclei Armati per il Contropotere Territoriale — «Вооружённые ячейки территориального сопротивления». На одной из бензоколонок была обнаружена аудиокассета с её заявлением:

Вооружённые ячейки ударили по чёрным крысам, когда они выходили на акт насилия. Список ещё длинен. Фашистам гарантировано попустительство в буржуазных тюрьмах, но у них нет гарантий от пролетарского правосудия.

Однако расследование преступления на Акка Ларентия зашло в тупик. Участников атаки не удалось обнаружить. Только в 1988 году были арестованы боевики леворадикальной организации Lotta Continua — Марио Скроцца, Фульвио Туррини, Чезаре Каваллари и Франческо де Мартис. Скроцца покончил с собой в тюрьме, остальные трое оправданы за недостатком доказательств. Даниэла Дольче, принадлежавшая к той же группе, бежала к сандинистам в Никарагуа.
Таким образом, участники нападения на штаб-квартиру ИСД не установлены по сей день. Капитан карабинеров Эдуардо Сивори, ответственный за гибель Рекьони при подавлении беспорядков, не подвергся ни уголовному преследованию, ни дисциплинарным взысканиям.
Пистолет-пулемёт Skorpion, из которого был проведён обстрел, в 1988 обнаружился на одной из явок «Красных бригад» в Милане.

## Политические последствия. Новая волна терроризма
7 января 1978 года стало этапным рубежом Свинцовых семидесятых. Фактически безнаказанное убийство трёх неофашистов всколыхнуло ультраправую молодёжь. Сформировалась новая генерация неофашистских террористов, представленная прежде всего Революционными вооружёнными ячейками (NAR). Её отличительными признаками являлись спонтанность действий и непризнание каких бы то ни было авторитетов (за исключением Пьерлуиджи Конкутелли).
Уже 28 февраля 1978 боевики NAR во главе с Валерио Фиораванти обстреляли группу коммунистической молодёжи на площади Сан-Джованни (один из коммунистов был убит). Теракты NAR продолжались четыре года, при этом мишенями являлись не только коммунисты, но и государство.

Мы их знали. С Франческо Чаваттой мы вместе играли. Первой реакцией у меня и многих других был шок — словно умер родной человек. Мы поняли, что не стоит рассчитывать на Альмиранте — он пользовался нами, но не защищал нас. Акка Ларентия стала нашим окончательным разрывом с ИСД. Фашисты восстали против полиции, против тех, кто убил Стефано Рекьони. Фашисты стреляли в полицейских. Это ознаменовало точку невозврата.

Франческа Мамбро

## Память о событии и политические конфликты
Тройное убийство на Акка Ларентия не вызвало широкого резонанса в мире — в отличие, например, от мадридского расстрела на улице Аточа, возмутившего мировую общественность годом ранее. Это связано с тем, что жертвы — молодые неофашисты — не вызывали сочувствия левой гуманитарной интеллигенции и влиятельных СМИ, формировавших общественное мнение (в отличие от испанских левых юристов, погибших на Аточа). Однако в Италии 7 января 1978 считается важной трагической датой.
Годовщины побоища на Акка Ларентия регулярно отмечаются в Риме. 10 января 1979 несанкционированная демонстрация неофашистов переросла в массовую драку с ультралевыми и полицией. Карабинеры снова применили оружие, неофашист Альберто Джаквинто погиб. Он был назван последней жертвой побоища на Акка Ларентия.

Они были фашистами. Они погибли как фашисты. Как фашистов их следует помнить.

Широко отмечалось 30-летие событий в январе 2008 года. Был отслужена мемориальная месса, зажжено множество свечей. В церемонии участвовал Джанфранко Фини. Партия Fiamma Tricolore организовала четырёхтысячное шествие по Риму. Мэр Рима Вальтер Вельтрони назвал память о событиях «гражданским долгом общества». 
В 2010 году следующий мэр Джованни Алеманно заявил о намерении присвоить памятное наименование одной из римских площадей. Интересно, что Вельтрони в 1978 году был коммунистом, Алеманно — активистом ИСД.
В январе 2012 года на здании бывшей штаб-квартиры ИСД была вывешена новая мемориальная доска. Бигонзетти, Чаватта и Рекьони названы уже не «жертвами политического насилия», а «жертвами коммунистической ненависти и слуг государства».
7 января 2014 года мэр Рима Иньяцио Марино отметил очередную годовщину записью в Твиттере:

Политическое насилие не имеет права проявляться в нашем городе.

Столь сдержанная позиция вызвала резкую критику Алеманно:

Это является серьёзной ошибкой мэра Марино. Во время нашей легислатуры и раньше, когда мэром был Вальтер Вельтрони, предпринимались все усилия для обеспечения общей памяти свинцовых лет. Отдавалась дань всем жертвам — левым, правым, полицейским. Наша администрация возлагала венок на место, где пролилась кровь, даже если погибшие политически были враждебны нам. Марино не пришёл лично на Акка Ларентия, не послал ни одного из своих советников. Это ломает традицию, создаёт негативный прецедент.

Марино объяснил свою позицию несогласием с формулировкой «слуги государства» на новой мемориальной доске. Это выражение он счёл неуважительным в отношении правоохранительных органов. Однако представители различных политических партий осудили Марино и солидаризировались с Алеманно.